# نیوتون توماس سیگل
نیوتون توماس سیگل (به انگلیسی: Newton Thomas Sigel) (زاده اوت ۱۹۵۵) فیلم‌بردار اهل ایالات متحده آمریکا است. وی تاکنون نامزد دریافت جوایز فیلم بفتا، جایزه ایندیپندنت اسپیریت، جایزه گزینش منتقدان فیلم و جایزه ستلایت شده‌است.

## فیلم‌شناسی
- Lucifer Rising (۱۹۷۲) (uncredited cameraman)[۲]
- El Salvador: Another Vietnam (۱۹۸۱)
- When the Mountains Tremble (۱۹۸۳)
- لتینو (۱۹۸۵)
- Rude Awakening (۱۹۸۹)
- تمشک سرخ جنگلی (۱۹۹۱)
- Crossing the Bridge (۱۹۹۲)
- به سوی غرب (۱۹۹۲)
- Indian Summer (۱۹۹۳)
- Money for Nothing (۱۹۹۳)
- مرد خالی (۱۹۹۴)
- مظنونین همیشگی (۱۹۹۵)
- فوکس‌فایر (۱۹۹۶)
- The Trigger Effect (۱۹۹۶)
- خون و شراب (۱۹۹۶)
- فروافتاده (۱۹۹۸)
- شاگرد توانا (۱۹۹۸)
- قصر ویران‌شده (۱۹۹۹)
- سه پادشاه (۱۹۹۹)
- مردان اکس (۲۰۰۰)
- The Hire: Ambush (۲۰۰۱)
- اعترافات یک ذهن خطرناک (۲۰۰۲)
- اکس ۲: مردان متحد (۲۰۰۳)
- برادران گریم (۲۰۰۵)
- The Big Empty (۲۰۰۵)
- بازگشت سوپرمن (۲۰۰۶)
- لچک به سر (۲۰۰۷)
- کلاه‌چرمی‌ها (۲۰۰۸)
- والکیری (۲۰۰۸)
- سال کبیسه (فیلم ۲۰۱۰) (۲۰۱۰)
- فرانکی و آلیس (۲۰۱۰)
- توطئه‌گر (۲۰۱۰)
- راندن (۲۰۱۱)
- فیلم ۴۳ (۲۰۱۳)
- جک غول‌کش (۲۰۱۳)
- مردان ایکس: روزهای گذشته آینده (۲۰۱۴)
- پسر هفتم (۲۰۱۵)